# Rafael Vera
Rafael Vera Fernández-Huidobro (Madrid, 7 de febrero de 1945) es un político español del Partido Socialista Obrero Español. Fue secretario de Estado para la Seguridad durante el gobierno de Felipe González en dos ocasiones, entre el 1982 y 1984 y entre 1986 y 1994. En julio de 1998 fue condenado por el secuestro de Segundo Marey y un delito de malversación de caudales públicos para la financiación del grupo terrorista GAL que practicó la llamada "guerra sucia contra ETA".

## Trayectoria política
Hijo de un miembro del Sindicato Vertical franquista, Rafael Vera fue aparejador de profesión antes de dedicarse a la política como miembro del Partido Socialista Obrero Español (PSOE). Entre el 26 de octubre de 1980 y el 27 de octubre de 1981 fue director de la Delegación de Seguridad y Policía Municipal del Ayuntamiento de Madrid, fecha en que fue nombrado delegado de dicha área, permaneciendo en el cargo hasta diciembre de 1982. Seguidamente fue nombrado director de la Seguridad del Estado y, desde el 9 de febrero de 1984, subsecretario del Ministerio del Interior. En 1986, ya con rango de Secretario de Estado, fue nombrado de nuevo director de la Seguridad del Estado hasta 1994.

## Implicación en los GAL
En julio de 1998 fue condenado por la Sala Segunda del Tribunal Supremo a diez años de prisión y doce de inhabilitación absoluta por el secuestro de Segundo Marey, reivindicado por los Grupos Antiterroristas de Liberación (GAL), y el delito de malversación de caudales públicos para la financiación de los GAL. Su ingreso en prisión no se produjo hasta septiembre y tan solo tres meses después fue excarcelado gracias a un indulto parcial del Gobierno de José María Aznar, solicitado por un grupo de concejales socialistas, que asimismo rebajaba la pena de prisión a tres años y cuatro meses. No obstante, la sentencia condenatoria fue confirmada en marzo de 2001 por el Tribunal Constitucional, aduciendo que tanto el entonces Ministro de Interior José Barrionuevo como él mismo fueron los máximos responsables de los GAL.
El 19 de octubre de 2004 el Tribunal Supremo, confirmando la sentencia que dos años antes había dictado la Audiencia Provincial de Madrid, lo condenó a siete años de prisión y 18 de inhabilitación por un delito continuado de malversación de caudales públicos en el conocido como "caso de los fondos reservados", al considerar probado que se lucró personalmente "en cantidades importantísimas" y sustrajo otras cantidades a favor de terceras personas, "hasta una cifra global que supera de lejos los 600 millones de pesetas", unos cuatro millones de euros. El expresidente Felipe González y los exministros José Luis Corcuera y José Barrionuevo —este último también condenado por secuestro y malversación en el "caso Marey"— solicitaron su indulto, que fue denegado. Algunas fincas que Vera compró con parte de este dinero pasaron, también en 2004, a ser de titularidad pública.
Ingresó por tercera vez en prisión en febrero de 2005. A los cinco meses de su ingreso en prisión solicitó el tercer grado, que le fue denegado. En marzo de 2006 se le permitió el acceso a un régimen por el que podía pasar fuera de la cárcel cinco días a la semana. En agosto obtuvo el tercer grado penitenciario que le permitía no volver a la cárcel más que a controles rutinarios.
En 2007, la Audiencia Provincial de Madrid lo condenó, junto a su secretario Juan de Justo, a un año, seis meses y un día de prisión y cuatro de inhabilitación por otro delito de malversación de caudales públicos en el conocido como "caso de los maletines", por haber ordenado que más de 206 millones de pesetas procedentes de los fondos reservados se utilizaran para "compensar la disminución de ingresos" que supuso para los expolicías José Amedo y Michel Domínguez su entrada en prisión por el "caso GAL", y para garantizar que guardaran silencio en este asunto.
En enero de 2010, el Tribunal Europeo de Derechos Humanos, por cuatro votos contra tres, rechazó su recurso por posible «infracción del derecho de presunción de inocencia» en el "caso Marey". Aunque consideró que el juez de instrucción, Baltasar Garzón "no había respondido a la exigencia de imparcialidad", la sentencia también aseguraba que este problema fue corregido posteriormente por el Tribunal Supremo porque realizó una nueva instrucción del sumario a cargo del juez Eduardo Móner. Sin embargo, el expresidente de la Junta de Extremadura Juan Carlos Rodríguez Ibarra —del PSOE, al igual que los altos cargos condenados— opinó que Garzón había cometido prevaricación en el procedimiento contra Rafael Vera.
En un reportaje emitido en TVE en marzo de 2015, Rafael Vera declaró que, aunque "la guerra sucia" pudo ser una "equivocación legal", desde "el punto de vista práctico tuvo su papel", al haber conseguido la colaboración francesa, por lo que, según su opinión, "alguna utilidad tuvo". En junio de ese año, la Fiscalía del País Vasco abrió una investigación por si sus declaraciones constituían un delito de enaltecimiento del terrorismo o de humillación a las  víctimas. En marzo de 2016, la Fiscalía de la Audiencia Nacional archivó la investigación.

## Actividad literaria y empresarial
En 2009 publicó El padre de Caín, novela que sería trasladada a la televisión en una miniserie del mismo título. En 2013 creó la empresa Asociación Hispano Argelina de Desarrollo Industrial junto con otros antiguos altos cargos. En 2016 publicó Sokoa. Operación Caballo de Troya.